# Mayotte
Mayotte je francuski prekomorski departman na sjevernom kraju Mozambičkog kanala u Indijskom oceanu, između sjevernog Madagaskara i sjevernog Mozambika, u Komorskom otočju. 
Mayotte je znan i kao Mahoré, posebno među pristašama i zagovarateljima uključenja ovog otoka u Komorsku Uniju.

## Povijest
Otok je 25. travnja 1841. prodao Francuskoj sultan Andriantsoly. Od 1843. godine Mayotte je pod francuskom upravom s ostalim Komorima. Referendumima 1974. i 1976. odlučeno je da Mayotte ostane u zajednici s Francuskom, iako Komori još uvijek tvrde da otok pripada njima.

## Zemljopis
Mayotte se sastoji od više otoka i otočića, a najveći su Petite Terre i Grande-Terre. Grande Terre je 39 km dug i 22 km širok, najviše točke otoka su Mont Benara (660 m) i Mont Choungui (594 m). Nalaze se kod grada Mamoudzou. Tlo je vrlo bogato mineralima zbog vulkanskog porijekla.
Na otoku Petite Terre se nalazi grad Dzaoudzi koji je do 1962. bio glavni grad Komora, a sad se u njemu nalazi prefektura Mayottea. Otok je površine 10 km² i na njemu se nalazi zračna luka Dzaoudzi Pamandzi.

## Politika
Francuska vlada je 11. srpnja 2001. donijela zakon po kome je počela transformacija Mayottea u Prekomorski departman Francuske. Tako od 1. travnja 2004. Mayotte ima svoje vlastito generalno vijeće i decentralizirnu administrativnu vlast.
Mayotte je samostalni član COI-a.
29. ožujka 2009. organiziran je referendum o ulasku Mayottea u sastav Francuske republike, kao njezin integralni dio. Rezultat za prihvaćanje prijedloga je iznosio 95,5 %, te Mayotte postaje francuski teritorij 2011. godine.

## Kultura
Kultura Mayottea je mješavina komorske, madagaskarske i francuske kulture.

## Stanovništvo
Mayotte ima vrlo mlado stanovništvo, 62,3 % populacije je mlađe od 25 godina. Mayotte ima velikih problema s ilegalnim imigrantima. Procjenjuje se da su 30 % do 40 % stanovništva ilegalno doselili u Mayotte. Većina stanovništva su muslimani, uz kršćansku manjinu.
| Religija u Mayotteu | Religija u Mayotteu | Religija u Mayotteu | Religija u Mayotteu | Religija u Mayotteu |
| ------------------- | ------------------- | ------------------- | ------------------- | ------------------- |
|                     |                     |                     |                     |                     |
| Muslimani           | Muslimani           |                     | 97%                 | 97%                 |
| Kršćani             | Kršćani             |                     | 3%                  | 3%                  |
|                     |                     |                     |                     |                     |

## Jezici
Na otocima se govore 4 jezika, a francuski s 2450 govornika (Johnstone 1993.) je među njima služben. Ostala 3 jezika su: swahili 2740 (Johnstone 1993.), Maore ili komorski swahili 92.800 (Johnstone 1993.), i austronezijski jezik bushi 39.000 (2001.).

## Gradovi
| Ime           | Kôd INSEE | Poštanski broj |
| Acoua         | 98501     | 97630          |
| Bandraboua    | 98502     | 97650          |
| Bandrélé      | 98503     | 97660          |
| Bouéni        | 98504     | 97620          |
| Chiconi       | 98505     | 97670          |
| Chirongui     | 98506     | 97620          |
| Dembéni       | 98507     | 97660          |
| Dzaoudzi      | 98508     | 97615          |
| Kani-Kéli     | 98509     | 97625          |
| Koungou       | 98510     | 97600          |
| Mamoudzou     | 98511     | 97600          |
| M'tsamboro    | 98512     | 97630          |
| M'tsangamouji | 98513     | 97650          |
| Ouangani      | 98514     | 97670          |
| Pamandzi      | 98515     | 97615          |
| Sada          | 98516     | 97640          |
| Tsingoni      | 98517     | 97680          |

## Vanjske poveznice
- Turizam na Mayotteu
- Informacije o Mayotteu

|  | Portal Francuske – Pristup člancima s tematikom o Francuskoj. |